# Медичина (радиообсерватория)
Медичина — радиоастрономическая обсерватория в 30 км от Болоньи, Италия. Принадлежит Радиоастрономическому институту Национального института астрофизики Италии.
Обсерватория состоит из двух радиотелескопов, 32-метровой параболической антенны работающей в диапазоне от 1 до 23 ГГц и многоэлементной антенны «Северный Крест», площадью 30000 м² (линейные размеры 564×640 метров), работающей на частоте 408 МГц. 32-метровая антенна используется для астрофизических наблюдений, например при радиолокации астероида 1998 WT24, в проекте SETI и как часть европейской радиоинтерференционной сети (EVN).

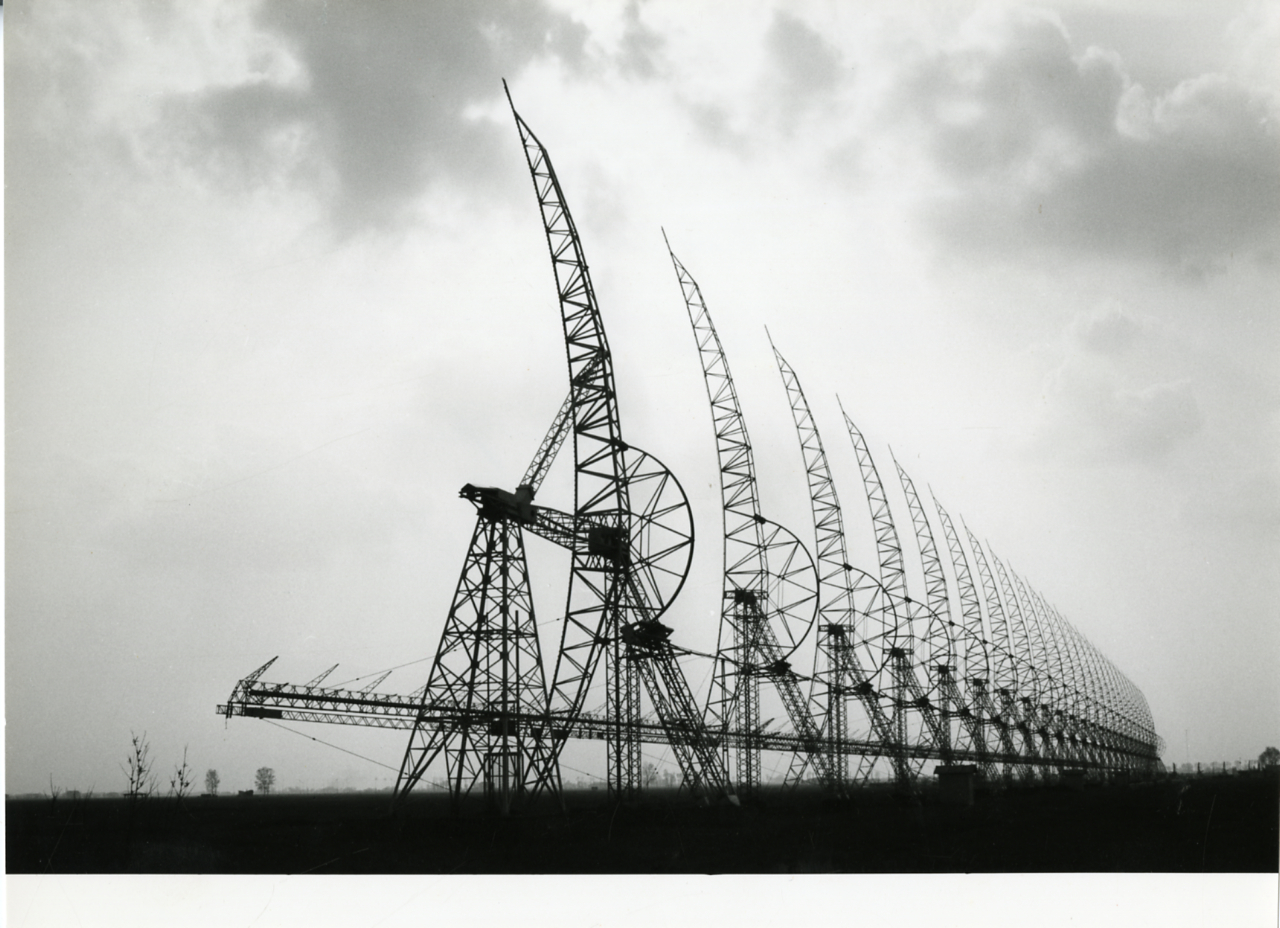
1974